# Convocazioni per la Coppa delle nazioni oceaniane 2004
Elenco dei giocatori convocati da ciascuna nazionale partecipante alla Coppa delle nazioni oceaniane 2004, torneo svoltosi in Australia.
L'età dei giocatori riportata è riferita al 29 maggio 2004, data di inizio della manifestazione.
Il simbolo  indica il capitano della squadra.

## Australia
Allenatore:  Frank Farina
| N. | Pos. | Giocatore          | Data nascita (età)          | Pres. | Squadra           |
| -- | ---- | ------------------ | --------------------------- | ----- | ----------------- |
| 1  | P    | Mark Schwarzer     | 6 ottobre 1972 (31 anni)    |       | Middlesbrough     |
| 2  | D    | Jade North         | 7 gennaio 1982 (22 anni)    |       | Perth Glory       |
| 3  | D    | Stephen Laybutt    | 3 settembre 1977 (26 anni)  |       | R.E. Mouscron     |
| 4  | D    | Simon Colosimo     | 8 gennaio 1979 (25 anni)    |       | Parramatta Power  |
| 5  | D    | Tony Vidmar        | 4 luglio 1970 (33 anni)     |       | Cardiff City      |
| 6  | C    | Scott Chipperfield | 30 dicembre 1975 (28 anni)  |       | Basilea           |
| 7  | C    | Brett Emerton      | 22 febbraio 1979 (25 anni)  |       | Blackburn         |
| 8  | C    | Josip Skoko        | 10 dicembre 1975 (28 anni)  |       | Gençlerbirliği    |
| 9  | A    | John Aloisi        | 5 febbraio 1976 (28 anni)   |       | Osasuna           |
| 10 | C    | Tim Cahill         | 6 dicembre 1979 (24 anni)   |       | Millwall          |
| 11 | C    | Stan Lazaridis     | 16 agosto 1973 (30 anni)    |       | Birmingham City   |
| 12 | A    | Alex Brosque       | 12 ottobre 1983 (20 anni)   |       | Westerlo          |
| 13 | C    | Vince Grella       | 5 ottobre 1979 (24 anni)    |       | Empoli            |
| 14 | D    | Patrick Kisnorbo   | 24 marzo 1981 (23 anni)     |       | Hearts            |
| 15 | A    | Mile Sterjovski    | 27 maggio 1979 (25 anni)    |       | Lilla             |
| 16 | D    | David Tarka        | 11 febbraio 1983 (21 anni)  |       | Nottingham Forest |
| 17 | A    | David Zdrilić      | 13 aprile 1974 (30 anni)    |       | Aberdeen          |
| 18 | P    | Željko Kalac       | 16 dicembre 1972 (31 anni)  |       | Perugia           |
| 19 | A    | Max Vieri          | 1º settembre 1978 (25 anni) |       | Napoli            |
| 20 | D    | Adrian Madaschi    | 11 luglio 1982 (21 anni)    |       | Partick Thistle   |
| 21 | C    | Ahmad Elrich       | 30 maggio 1981 (22 anni)    |       | Parramatta Power  |
| 22 | P    | Brad Jones         | 19 marzo 1982 (22 anni)     |       | Middlesbrough     |
| 23 | C    | Mark Bresciano     | 11 febbraio 1980 (24 anni)  |       | Parma             |

## Figi
Allenatore:  Tony Buesnel
| N. | Pos. | Giocatore         | Data nascita (età)         | Pres. | Squadra          |
| -- | ---- | ----------------- | -------------------------- | ----- | ---------------- |
| 1  | P    | Simione Tamanisau | 5 giugno 1982 (21 anni)    |       | Rewa             |
| 2  | D    | Lorima Dau        | 29 luglio 1983 (20 anni)   |       | Rewa             |
| 3  | D    | Nikola Raoma      | 3 febbraio 1977 (27 anni)  |       | Mangere United   |
| 4  | C    | Alvin Avinesh     | 6 aprile 1982 (22 anni)    |       | Lautoka          |
| 5  | D    | Emosi Baleinuku   | 2 aprile 1975 (29 anni)    |       | Rewa             |
| 6  | D    | Jone Vesikula     | 30 aprile 1986 (18 anni)   |       | Ba               |
| 7  | C    | Stephen Morrel    | 27 maggio 1981 (23 anni)   |       | Leighton United  |
| 8  | D    | Malakai Kainihewe | 28 luglio 1977 (26 anni)   |       | Ba               |
| 9  | A    | Thomas Vulivuli   | 24 maggio 1981 (23 anni)   |       | Suva             |
| 10 | C    | Veresa Toma       | 26 agosto 1981 (22 anni)   |       | Bentleigh Greens |
| 11 | A    | Pita Rabo         | 30 luglio 1977 (26 anni)   |       | Rewa             |
| 12 | A    | Esala Masi        | 9 marzo 1974 (30 anni)     |       | Newcastle Jets   |
| 13 | D    | Taniela Waqa      | 22 giugno 1983 (20 anni)   |       | Lautoka          |
| 14 | A    | Lagi Dyer         | 16 aprile 1972 (32 anni)   |       | Rewa             |
| 15 | C    | Shalesh Kumar     | 28 luglio 1981 (22 anni)   |       | Ba               |
| 16 | D    | Viliame Toma      | 22 gennaio 1979 (25 anni)  |       | Nadi             |
| 17 | C    | Seveci Rokotakala | 29 maggio 1978 (26 anni)   |       | Lautoka          |
| 18 | C    | Laisiasa Gataurua | 25 novembre 1981 (22 anni) |       | Suva             |
| 19 | C    | Ovini Duguca      | 27 luglio 1978 (25 anni)   |       | Nokia Eagles     |
| 21 | D    | Pene Erenio       | 20 gennaio 1981 (23 anni)  |       | Rewa             |
| 22 | P    | Waisake Sabutu    | 20 gennaio 1981 (23 anni)  |       | Rewa             |
| 23 | P    | Laisenia Tuba     | 13 agosto 1978 (25 anni)   |       | Ba               |

## Nuova Zelanda
Allenatore:  Mick Waitt
| N. | Pos. | Giocatore       | Data nascita (età)          | Pres. | Squadra               |
| -- | ---- | --------------- | --------------------------- | ----- | --------------------- |
| 1  | P    | Mark Paston     | 13 dicembre 1976 (27 anni)  |       | Bradford City         |
| 2  | D    | Duncan Oughton  | 14 giugno 1977 (26 anni)    |       | Columbus Crew         |
| 3  | D    | David Mulligan  | 24 marzo 1982 (22 anni)     |       | Doncaster             |
| 4  | D    | Steven Old      | 17 febbraio 1986 (18 anni)  |       | S.J. Red Storm        |
| 5  | D    | Che Bunce       | 29 agosto 1975 (28 anni)    |       | Randers               |
| 6  | D    | Tony Lochhead   | 12 gennaio 1982 (22 anni)   |       | Santa Barbara Gauchos |
| 7  | D    | Ivan Vicelich   | 3 settembre 1976 (27 anni)  |       | Roda JC               |
| 8  | C    | Aaran Lines     | 21 dicembre 1976 (27 anni)  |       | Arka Gdynia           |
| 9  | A    | Noah Hickey     | 9 giugno 1978 (25 anni)     |       | Football Kingz        |
| 10 | C    | Tim Brown       | 6 marzo 1981 (23 anni)      |       | Cincinnati Bearcats   |
| 11 | A    | Leo Bertos      | 20 dicembre 1981 (22 anni)  |       | Rochdale              |
| 12 | C    | Simon Elliott   | 10 giugno 1974 (29 anni)    |       | Columbus Crew         |
| 13 | A    | Brent Fisher    | 6 luglio 1983 (20 anni)     |       | Northern Spirit       |
| 14 | D    | Ryan Nelsen     | 18 ottobre 1977 (26 anni)   |       | D.C. United           |
| 15 | D    | Mike Wilson     | 25 novembre 1980 (23 anni)  |       | Minnesota Thunder     |
| 16 | A    | Vaughan Coveny  | 13 dicembre 1971 (32 anni)  |       | South Melbourne       |
| 17 | C    | Raf de Gregorio | 20 maggio 1977 (27 anni)    |       | HJK                   |
| 18 | A    | Shane Smeltz    | 29 settembre 1981 (22 anni) |       | Adelaide Utd          |
| 19 | D    | Neil Jones      | 16 febbraio 1982 (22 anni)  |       | Santa Barbara Gauchos |
| 20 | D    | Gerard Davis    | 25 settembre 1977 (26 anni) |       | Western Suburbs       |
| 21 | D    | Rupesh Puna     | 19 aprile 1981 (23 anni)    |       | Caversham             |
| 22 | P    | Glen Moss       | 19 gennaio 1983 (21 anni)   |       | Sydney Olympic        |
| 23 | P    | Tamati Williams | 19 gennaio 1984 (20 anni)   |       | Football Kingz        |

## Isole Salomone
Allenatore:  Alan Gillett
| N. | Pos. | Giocatore          | Data nascita (età)          | Pres. | Squadra               |
| -- | ---- | ------------------ | --------------------------- | ----- | --------------------- |
| 1  | P    | Felix Ray          | 12 settembre 1983 (20 anni) |       | Naha                  |
| 2  | D    | Leslie Leo         | 2 agosto 1976 (27 anni)     |       | Laugu Utd.            |
| 3  | D    | Marlon Houkarawa   | 23 aprile 1976 (28 anni)    |       | Koloale               |
| 4  | D    | Martin Ruhasia     | 24 novembre 1977 (26 anni)  |       | Systek Kingz          |
| 5  | D    | Phillip Boe        | 4 marzo 1982 (22 anni)      |       | Koloale               |
| 6  | D    | Nelson Sale Kilifa | 7 ottobre 1986 (17 anni)    |       | Laugu Utd.            |
| 7  | C    | Alick Maemae       | 10 dicembre 1985 (18 anni)  |       | Koloale               |
| 8  | A    | Joel Konofilia     | 7 gennaio 1977 (27 anni)    |       | Wynnum Wolves         |
| 9  | C    | George Aba         | 4 marzo 1984 (20 anni)      |       | Makuru                |
| 10 | A    | Batram Suri        | 2 novembre 1971 (32 anni)   |       | Makuru                |
| 11 | A    | Commins Menapi     | 18 settembre 1977 (26 anni) |       | Makuru                |
| 12 | C    | Francis Wasi       | 11 dicembre 1976 (27 anni)  |       | Kossa                 |
| 13 | C    | George Lui         | 21 dicembre 1981 (22 anni)  |       | Makuru                |
| 14 | C    | Jack Samani        | 7 maggio 1979 (25 anni)     |       | Wynnum Wolves         |
| 15 | C    | Moses Toata        | 10 ottobre 1975 (28 anni)   |       | Kossa                 |
| 16 | C    | Stanley Waita      | 10 ottobre 1979 (24 anni)   |       | Naha                  |
| 17 | D    | Gideon Omokirio    | 12 ottobre 1976 (27 anni)   |       | Kossa                 |
| 18 | A    | Henry Fa'arodo     | 5 ottobre 1982 (21 anni)    |       | Melbourne Knights     |
| 19 | C    | Paul Kakai         | 26 settembre 1977 (26 anni) |       | Laugu Utd.            |
| 20 | P    | Severino Aefi      | 15 ottobre 1970 (33 anni)   |       | Las United            |
| 21 | D    | George Suri        | 16 luglio 1982 (21 anni)    |       | East Coast Bays       |
| 22 | P    | Francis Aruwafu    | 9 marzo 1975 (29 anni)      |       | East Harbour Strikers |

## Tahiti
Allenatore:  Gérard Kautai
| N. | Pos. | Giocatore         | Data nascita (età)          | Pres. | Squadra  |
| -- | ---- | ----------------- | --------------------------- | ----- | -------- |
| 1  | P    | Gabriel Wajoka    | 6 settembre 1977 (26 anni)  |       | Dragon   |
| 2  | D    | Angelo Tchen      | 8 marzo 1982 (22 anni)      |       | Tefana   |
| 3  | D    | Pierre Kugogne    | 3 luglio 1979 (24 anni)     |       | Pirae    |
| 4  | D    | Iotua Kautai      | 1º gennaio 1983 (21 anni)   |       | Pirae    |
| 5  | D    | Jean-Yves Li Waut | 2 luglio 1978 (25 anni)     |       | Manu-Ura |
| 6  | D    | Harry Tong Sang   | 12 settembre 1982 (21 anni) |       | Dragon   |
| 7  | D    | Samuel Garcia     | 2 ottobre 1975 (28 anni)    |       | Vénus    |
| 8  | C    | Billy Mataitai    | 20 luglio 1983 (20 anni)    |       | Manu-Ura |
| 9  | A    | Gabriel Wajoka    | 7 novembre 1977 (26 anni)   |       | PTT      |
| 10 | A    | Axel Temataua     | 29 agosto 1980 (23 anni)    |       | Manu-Ura |
| 11 | D    | Taufa Neuffer     | 30 agosto 1978 (25 anni)    |       | Tefana   |
| 12 | C    | Farahia Teuiria   | 29 agosto 1972 (31 anni)    |       | Vaiete   |
| 13 | D    | Vincent Simon     | 28 settembre 1983 (20 anni) |       | Pirae    |
| 14 | A    | Rino Moretta      | 20 dicembre 1983 (20 anni)  |       | Tefana   |
| 15 | C    | Larry Marmouyet   | 26 novembre 1980 (23 anni)  |       | Tefana   |
| 16 | A    | Félix Tagawa      | 23 marzo 1976 (28 anni)     |       | Dragon   |
| 17 | A    | Hiro Labaste      | 5 gennaio 1973 (31 anni)    |       | Tamarii  |
| 18 | A    | Georges Pitoëff   | 15 ottobre 1979 (24 anni)   |       | Vénus    |
| 19 | P    | Daniel Tapeta     | 25 ottobre 1974 (29 anni)   |       | Manu-Ura |
| 20 | P    | Xavier Samin      | 1º gennaio 1978 (26 anni)   |       | Tefana   |

## Vanuatu
Coach:  Juan Carlos Buzzetti
| N. | Pos. | Giocatore           | Data nascita (età)         | Pres. | Squadra       |
| -- | ---- | ------------------- | -------------------------- | ----- | ------------- |
| 1  | P    | David Chilia        | 10 giugno 1978 (25 anni)   |       | Tupuji Imere  |
| 2  | D    | Geoffrey Gete       | 3 agosto 1986 (17 anni)    |       | Siaraga       |
| 3  | D    | Manley Tabe         | 1º giugno 1981 (22 anni)   |       | Shepherds Utd |
| 4  | D    | Lexa Bibi           | 16 aprile 1978 (26 anni)   |       | Siaraga       |
| 5  | D    | Wilkins Lauru       | 30 gennaio 1972 (32 anni)  |       | Shepherds Utd |
| 6  | D    | Graham Demas        | 25 ottobre 1980 (23 anni)  |       | Tafea         |
| 7  | D    | Fedy Vava           | 25 novembre 1982 (21 anni) |       | Amicale       |
| 8  | C    | Turei Iautu         | 22 maggio 1979 (25 anni)   |       | Tafea         |
| 9  | C    | Seimata Chilia      | 2 agosto 1978 (25 anni)    |       | Tupuji Imere  |
| 10 | A    | Etienne Mermer      | 26 gennaio 1977 (27 anni)  |       | Mitchelton    |
| 11 | C    | Moise Poida         | 2 aprile 1978 (26 anni)    |       | Tafea         |
| 12 | A    | Lorry Thompsen      | 2 novembre 1984 (19 anni)  |       | Shepherds Utd |
| 13 | A    | Richard Iwai        | 15 marzo 1979 (25 anni)    |       | Mitchelton    |
| 14 | C    | Pita David Maki     | 12 ottobre 1982 (21 anni)  |       | Yatel         |
| 15 | D    | Daniel Alick        | 30 luglio 1982 (21 anni)   |       | Shepherds Utd |
| 16 | C    | Alphonse Qorig      | 7 luglio 1981 (22 anni)    |       | Shepherds Utd |
| 17 | A    | Jean Maleb          | 7 luglio 1986 (17 anni)    |       | Shepherds Utd |
| 18 | C    | Gérard Maki Haitong | 6 luglio 1978 (25 anni)    |       | Amicale       |
| 19 | D    | Roger Joe           | 21 gennaio 1986 (18 anni)  |       | Shepherds Utd |
| 20 | P    | Charley Kalsanei    | 7 marzo 1986 (18 anni)     |       | Shepherds Utd |
| 21 | D    | Tom Manses          | 9 novembre 1978 (25 anni)  |       | Tafea         |